# Tendre Voyou
Pour plus de détails, voir Fiche technique et Distribution.
Tendre Voyou est un film franco-italien réalisé par Jean Becker, sorti en 1966.

## Synopsis
Antoine Maréchal, dit « Tony », use de ses charmes pour épater une jeune femme qu'il prend en voiture, durant ses heures de travail.
Mais au cours du trajet, manquant de vigilance, il emboutit le véhicule d'un autre usager qu'il se met subitement à invectiver en public, jusqu'à le menacer de poursuites. En revenant chez M. Ponce, son patron, qui est manifestement catastrophé au vu de l’état de sa voiture (propriétaire d'une entreprise de vente de véhicules d'occasion...), Antoine essuie sans broncher, des reproches à propos de ses mauvais résultats ainsi que sur les frasques qu'il a commises depuis son embauche. Excédé et pris dans une mémorable colère, le patron du garage le congédie sur-le-champ, et ce, sans le moindre ménagement.
De ce pas, Antoine rejoint son ami Bob et les deux compères décident de se faire entretenir par des femmes fortunées qui leur permettent, le temps d'une liaison, de mener grand train.
Aux courses, Antoine rencontre Muriel. Elle l'emmène aux sports d'hiver où son amant officiel, un riche industriel, passe des vacances avec sa femme Béatrice. Béatrice le poursuit de ses assiduités et Muriel le presse de rentrer ensemble à Paris. Rejoint par Bob, Antoine s'enfuit avec la baronne von Strasshofer, une riche héritière, jusqu'à Cannes. Sur le yacht de la belle en route vers Tahiti, il se fatigue vite de ses appétits sexuels, et s'éprend de Véronique, la jeune protégée de la baronne. Mais celle-ci loin d'être dupe, cerne rapidement le caractère de l'individu, et ne le croit pas quand il lui dévoile la vérité... Avec la complicité de son père, elle fait croire à Antoine qu’elle a hérité d’un atoll en Polynésie : Tatahuo-Rao où se trouve un gisement de manganèse. Sur l’atoll se trouve en fait un terrain de manœuvres militaires, et le faux gisement de manganèse a été creusé par son père et rempli du minerai.
Revenu à Paris, Antoine est légèrement heurté par une Rolls conduite par le chauffeur de Marjorie qui habite avenue Foch. Il fait croire avoir la jambe cassée et se fait conduire au domicile de Marjorie, en se faisant  passer pour un savant atomiste afin de continuer à jouer les gigolos... Submergé par les assiduités de Marjorie, il s’enfuit dans Paris.

## Fiche technique
Sauf indication contraire, les informations mentionnées dans cette section peuvent être confirmées par la base de données cinématographiques Unifrance,  présente dans la section « Liens externes ».
- Titre original français : Tendre Voyou
- Titre italien : Un avventuriero a Tahiti
- Réalisation : Jean Becker
- Scénario : Albert Simonin
- Adaptation : Daniel Boulanger
- Dialogues : Michel Audiard
- Assistants-réalisateur : Tony Aboyantz, Jean-Marie Durand
- Décors : Georges Wakhévitch, assisté de Jean Forestier
- Photographie : Edmond Séchan, assisté de Guy Delattre
- Son : Antoine Petitjean et Robert Biart
- Opérateur : Jean-Paul Schwartz
- Montage : Monique Kirsanoff
- Musique : Michel Legrand
  - Arrangements et direction musicale : Vladimir Cosma
- Script-girl : Lydie Doucet
- Habilleuse : Paulette Breil
- Ensemblier : Robert Christidès
- Régie générale : Paul Lemaire, Alain Darbon
- Photographe de plateau : Raoul Foulon
- Maquillage : Yvonne Fortuna
- Administrateur comptable : Jean Auvray
- Attaché de presse : Claude Legac
- Fourrures de Chombert
- Perruques de Carita - Générique : Jean Fouchet F.L
- Tournage : Studios de Paris-Studios-Cinéma (Boulogne-Billancourt) et à la Sovic de Nice
- Tirage : Laboratoire L.T.C Saint-Cloud
- Producteur : Paul-Edmond Decharme
- Directeur de production : Henri Jacquillard
- Sociétés de production : Sud-Pacifique Films (Papeete) et Fono Roma (Rome)
- Distribution : Tobis et Omnia (pour l'étranger)
- Pays d'origine :  France -  Italie
- Format : Couleur par Eastmancolor — 2.35:1 Techniscope — Monophonique — 35 mm
- Genre :  Comédie
- Durée : 95 minutes
- Date de sortie : 
  - France : 21 septembre 1966
  - Italie : 6 décembre 1966 (Milan[1])
- Affiche : René Ferracci (France)

## Distribution
- Jean-Paul Belmondo : Antoine Maréchal, dit « Tony », aventurier
- Jean-Pierre Marielle : Bob
- Philippe Noiret : Gabriel Dumonceaux, PDG des Filatures du Nord
- Geneviève Page : Béatrice Dumonceaux, la femme de Gabriel
- Mylène Demongeot : Muriel, la maîtresse de Dumonceaux
- Paul Mercey : M. Ponce, le patron du garage de voitures d'occasion
- Maria Pacôme : Germaine, dite « Mémère »
- Nadja Tiller : la baronne Minna von Strasshofer
- Robert Morley : Lord Edouard Swift
- Stefania Sandrelli (doublée par Nadine Alari) : Véronique
- Marcel Dalio : le père de Véronique, aventurier des îles
- Ellen Bahl : Josette, une amie de Béatrice
- Micheline Dax : Marjorie, la dame à la Rolls de l'avenue Foch .
- Michèle Girardon : la jeune fille du Ritz
- Paula Dehelly : Mlle Aline
- Peter Carsten (doublé par Georges Aminel) : Otto Hanz, capitaine de yacht
- Leroy Haynes (doublé par Georges Aminel) : le cuisinier du yacht
- Pierre Duncan : le capitaine du cargo
- Ivan Desny : le vendeur de Cannes
- Amarande : Mauricette, la fleuriste (sous le nom de « Martine Amarande »)
- Maurice Auzel : un chauffeur de taxi
- Raymond Meunier : un chauffeur de taxi
- Pierre Leproux : Georges, le chauffeur de la veuve
- Jean Ozenne : l'automobiliste
- Olga Palinka : Erika
- André Rouyer : un turfiste
- Pierre Tornade : un client du garage
- Virginie Vignon : la fleuriste de l'ascenseur
- Jacky Blanchot
- Marc Dolnitz
- Géraldine Lynton
- Oja Kodar
- Georges Tapare
- Élizabeth Teissier
- Douglas Read
- Dominique Zardi

## Autour du film
- Box-office : 1 970 023 entrées en France, 443 923  entrées à Paris
- Dans ce film, Jean-Paul Belmondo s'appelle « Antoine Maréchal ». En 1965, Bourvil porte ce même nom dans Le Corniaud .
- Antoine Maréchal se fait passer pour un savant atomiste auprès de sa dernière conquête, Marjorie, et dit revenir de  Mururoa, autre appellation de l'atoll de Moruroa. Or c'est en 1966, date de sortie du film, qu'ont eu lieu les premiers essais nucléaires dans l'atoll de Moruroa. Il dit également revenir de Tahiti , ce qui est exact, il y était avec la baronne et Véronique,Tahiti est en Polynésie française comme Moruroa. Il revient également d’un atoll en Polynésie au nom imaginaire de : Tatahuo-Rao, à la recherche d'un faux gisement de manganèse, mais l'atoll est occupé par un terrain militaire et fait probablement un clin d’oeil à l’atoll de Moruroa.

### Critique
Pierre Billard dans L'Express estime que les trente-cinq premières minutes sont « un fou rire continuel » mais que la suite s'avère maussade et que le film « fait naufrage ».

### Tournage
Le film a été tourné :
- en Polynésie française à Papeete
- à Paris et au cimetière parisien de Thiais quand Amarande  BELMONDO, Marielle  viennent livrer les fleurs...
- dans les Alpes-Maritimes, au studios de la Victorine à Nice